# Domagoj Pavičić
Domagoj Pavičić (Zagabria, 9 marzo 1994) è un calciatore croato, centrocampista del Sarajevo in prestito dall'Arīs Salonicco.

## Caratteristiche tecniche
Interno di centrocampo, può giocare anche come trequartista.

## Palmarès

### Club

#### Competizioni nazionali
- Coppa di Croazia: 4

Dinamo Zagabria: 2014-2015, 2015-2016
Rijeka: 2018-2019, 2019-2020
- Campionato croato: 1

Dinamo Zagabria: 2015-2016
- Coppa di Bosnia: 1

Sarejevo: 2024-2025